# Guillermo Fernández
Pour les articles homonymes, voir Guillermo Fernández Vara.
Guillermo Fernández Hierro est un footballeur espagnol né le 23 mai 1993 à Bilbao. Il évolue au poste d'attaquant au CD Numancia. 

## Biographie
Il inscrit son premier but en Ligue des champions le 21 octobre 2014, lors d'un match contre le club portugais du FC Porto.